# Kuruluş: Osman
Kuruluș: Osman (en català: "Fundació: Osman", o "The Ottoman" per a la distribució internacional al mercat internacional) és una sèrie de televisió de ficció històrica i aventures turca, creada per Mehmet Bozdağ i dirigida per Metin Günay. Narra la història de la vida d'Osman I, fundador de l'Imperi Otomà. És la seqüela de la sèrie Diriliș: Ertuğrul, que es va centrar al voltant de la vida d'Ertuğrul, pare d'Osman. En aquesta sèrie, el paper d'Osman el protagonitza l'actor turc Burak Özçivit.
La sèrie ha estat denominada com "el vaixell insígnia de la indústria de les sèries de televisió turca en l'àmbit internacional amb una producció que supera les produccions de Hollywood" i com "la producció més magnífica de la història de la televisió turca". A més, Kuruluş Osman va ser triada com una de les produccions més populars de el món en 2019.
Va ser presentada per Burak Özçivit i Mehmet Bozdağ en MIPCOM al Festival de Cannes 2019 a productors i compradors internacionals. Actualment, la sèrie ha estat venuda a més de 37 països, aconseguint gran èxit d'audiències.
Kuruluş Osman és una de les sèries més reeixides de la història televisiva turca i va començar a batre rècords fins i tot abans de començar la seva emissió. Abans de l'estrena de la sèrie, es van llançar tres vídeos promocionals traduïts a 25 idiomes que van ser vistos per més de 100 milions de persones de tot el món, batent un rècord històric. Les 2 primeres promocions van aconseguir un rècord de visites difícil de trencar amb més de 55 milions de reproduccions. A més, la segona presentació de la sèrie va rebre més de 52.625.000 interaccions només a Twitter en una setmana.
En la seva estrena el 20 de novembre de 2019, Kuruluş Osman va aconseguir batre un rècord històric d'audiències, aconseguint reunir en la seva primera emissió a més de 16 milions d'espectadors, una xifra d'audiències que mai s'havia aconseguit en tota la història de Turquia. Durant la seva emissió, el primer episodi va ocupar el quart lloc en la llista de tendències mundials a Twitter i el primer lloc a Turquia.
La sèrie ha estat guardonada amb diversos premis, entre els quals destaca el premi a la "Millor Sèrie" en els prestigiosos Venice TV Awards, convertint-se en la primera sèrie turca a la història en ser guardonada amb aquests premis.
De la mateixa manera, Kuruluş Osman va ser l'única sèrie turca a formar part de la llista de 32 produccions internacionals de MIPTV (Marché International des Programmes de Télévision) de les millors sèries de televisió de 2019.
La sèrie també ha batut rècords en les plataformes digitals aconseguint que el seu canal de YouTube abast dels 3 milions de subscriptors abans de l'episodi 50, convertint-se en el canal d'una sèrie turca a arribar a aquesta quantitat de subscriptors en el menor temps possible.

## Trama
Situada a finals del segle xiii, retrata les lluites de qui esdevindrà el soldà Osman I contra Bizanci i els mongols, i com va ser capaç de declarar la independència del Soldanat de Rum amb l'objectiu d'establir un estat sobirà que resistiria els atacs dels imperis veïns i perdurés més de sis-cents anys (dinastia osmanli).
La sèrie també dona a conèixer les vides personals dels fundadors turcs d'Oghuz i el seu viatge fins a establir un soldanat a la zona fronterera de Bizanci. Osman s'enfronta a molts enemics i traïdors en la seva cerca i retrata com va ser capaç de superar aquests obstacles i complir la seva missió amb l'ajuda dels seus companys, familiars i amics lleials.

## Resum
A manca del líder de la tribu Kayi, Ertuğrul Gazi, el seu germà Dündar Bei assumeix temporalment el lideratge de la tribu. Dündar, amb els seus ancians de la tenda i membres de la seva família, es dirigeix a la fortalesa bizantina de Kulucahisar per visitar el seu governant Yorgopolos. L'objectiu de la visita és concloure un acord comercial i de seguretat establert per Ertugrul Bei abans de marxar a la capital, Konya. El fill petit d'Ertugrul, Osman, que va amb el seu oncle a la visita al fortí, mostrarà el seu heroisme en acció quan salva el governador de Yorgopolos de ser assassinat. En la recerca de trobar els responsables de l'assassinat infructuós, el seu amic i col·lega Aybars mor, i Osman es culpa a si mateix i jura venjança. La conducta precipitada i heroica d'Osman no agrada en cap cas al seu oncle Dündar i al seu germà gran Gündüz, que també el fan responsable dels problemes tribals.
La segona temporada s'inicia un any després del final de la primera temporada. La tribu Kayı s'enfronta a Aya Nikola, enviat des de Constantinoble per l'emperador, preocupat per l'amenaça turca del seu imperi. Per altra banda, Yavlak Arslan també comença a posar en pràctica els seus plans, gràcies a les informacions que li proporciona la seva germana. Finalment, s'anuncia que Ertuğrul Gazi torna a la tribu des de Konya.
La tercera temporada se situa 40 dies després del naixement del primer fill Osman i Malhun Hatun, Orhan. El principat d'Osman Bey creix dia a dia, però els seus enemics també creixen com a resultat de la seva influència a la regió. Amb la intenció de dividir els diferents tekfurs bizantins de Bitínia, Osman decideix segrestar el Papa Gregori per això ja no només estarà en el punt de mira del Tekfur de İnegöl Aya Nikola; sinó també del de Harmankaya Mihael Kosses i el de Bilecik Rogatus Laskaris.

## Producció
Per dur a terme el rodatge de Kuruluş Osman, s'han invertit recursos sense precedents en la història de les sèries turques. El guió de la sèrie ha estat supervisat i revisat per experimentats historiadors. La sèrie crida especialment l'atenció en l’àmbit internacional per mostrar a les dones fortes i guerreres.
El productor de Kuruluş Osman, Mehmet Bozdağ es va ocupar a crear un veritable esperit d'equip entre els principals actors utilitzant tècniques professionals.

### Entrenament i preparació dels actors
Tots els actors, especialment Burak Özçivit, van ser sotmesos a entrenament militar durant nou mesos en zones muntanyoses i boscoses on van rebre entrenament a cavall, tirs amb arcs i fletxes, combat cos a cos, espases, acrobàcies i coreografia per experimentats oficials de les forces especials turques ja retirats i per l'equip internacional de coreografia format dins Bozdağ Film.
Com a part d'aquest entrenament, que no es va aturar ni tan sols a la nit, els actors van construir a la muntanya els seus propis refugis en condicions naturals, van trobar aigua, van preparar menjar i van vigilar cada dues hores a la nit. A més, es van realitzar autèntics exercicis militars: l'equip es va dividir en forces amigues i enemigues en el qual els actors de les forces amigues sota el comandament de Burak Özçivit es van infiltrar en el territori enemic, van preparar una emboscada i van capturar la caserna general en una pista de 10 quilòmetres. L'equip de l'actor principal va encertar els blancs amb cops complets i va guanyar la competència de tir d'arc i fletxes.

### Equip tècnic
En la producció de Kuruluş Osman, treballen més de 1.000 persones, entre els actors i l'equip de producció:
- 350 persones encarregades de la filmació.
- 50 persones expertes en animació i en els efectes especials.
- 40 actors principals.
- 400 actors secundaris
- Grup d'art format per 150 persones, encarregades de realitzar les decoracions i les armes de l'època que consisteixen en milers d'espases, escuts, dagues, llances i arcs. A més, també produeixen els mobles d'època, els articles d'ús diari i els accessoris.
- Un equip professional i especialista en acció format per un total de 150 persones.

A més, també formen part de l'equip un gran grup de persones que es van emprar com a extres. De fet, només per al primer episodi de Kuruluş Osman van participar 5.000 persones com a extres.
En la sèrie, s'utilitzen diversos animals com cabres, ovelles, ratolins, rossinyols, corbs, perdius, serps, escorpins i un total de 70 cavalls, per als quals es va construir en l'altiplà de rodatge de "Bozdağ Film Studio" una granja de cavalls on els actors entrenen amb els seus cavalls i són assessorats per un grup d'entrenadors eqüestres. Un grup de veterinaris s'encarrega de supervisar les gravacions i de garantir la salut i benestar de tots els animals.
Durant els rodatges de la sèrie, també està present un grup de metges i ambulàncies per la seguretat dels actors i dels especialistes, ja que treballen amb espases, fletxes i llances de veritat. En diverses ocasions, també assisteix al rodatge un grup de bombers pel fet que en alguns episodis s'utilitza foc.

### Escenografia
Per Kuruluş Osman, es van reconstruir 5 campaments nòmades (oba) i es van crear 4 campaments nous i 4 ciutats amb les seves mansions, basars, botigues, cases, places, mercats amb els seus llocs, castells, masmorres, mesquites, etc., totes construïdes a mida real i elaborades utilitzant els materials disponibles fa sis-cents anys.

#### Edificacions
El llac artificial construït amb 800 metres d'ample i una profunditat d’1,60 metres i la ciutat construïda al seu voltant es va establir en una àrea de 20 mil metres quadrats, on es van edificar un mercat, una platja, un moll, botigues i cases adaptades a l'època històrica. El Castell Bizantí i la ciutat es van construir sobre un terreny de 50 mil metres quadrats els murs mesuren 8 metres de llarg i les seves torres tenen 11 metres de llarg.
A més, es van construir grans conjunts del castell bizantí de Kayi Oba i la ciutat del principat de Turkmenistan sobre 30 hectàrees de Bozdağ Film Studio. Es va renovar la ciutat de Söğüt de l'època mostrada a Diriliş Ertugrul per al període d'Osman Bey. Al mateix temps, es van construir quatre obas per a diferents beilicats turcs. Per realitzar aquestes decoracions i edificacions, es van utilitzar 250 mil metres de planxa de ferro, 1000 metres cúbics de fusta, 500 metres cúbics de poliestirè, 300 tones de pissarra i 15 tones de pintura i diluent.
Un total de 150 artesans van fabricar a Turkmenistan durant un any 103 carpes que es van dur a Turquia per Kuruluş Osman, elaborades a mà en telers antics utilitzant els principals materials que hi havia en aquell període històric com llana de cabra i ovella. També van confeccionar a mà catifes i tapissos turcmans amb els quals van cobrir els sòls de les carpes, fets específicament per a la sèrie.

#### Vestuari
L'equip de vestuari va realitzar 120 vestits només per als actors principals i es van utilitzar 50 mil metres de tela especial envellida per a la producció dels vestits i les armadures.

## Repartiment i personatges
| Intèrpret              | Personatge                  | Descripció | Temporades |
| ---------------------- | --------------------------- | --- | ---------- |
| Burak Özçivit          | Osman Bei                   | tercer fill d'Ertuğrul i Halime Hatun.                                                                         | 1-2-3      |
| Nurettin Sönmez        | Bamsı Bei                   | amic proper d'Ertugrul i Osman.                                                                                | 1-2        |
| Ragıp Savaş            | Dündar Bei                  | germà petit d'Ertuğrul.                                                                                        | 1-2        |
| Ayşegül Günay Demir    | Zöhre Hatun                 | dona de Dündar Bei.                                                                                            | 1          |
| Eren Hacısalihoğlu     | Batur Bei                   | fill de Dündar i Zöhre.                                                                                        | 1          |
| Buse Arslan Akdeniz    | Aygül Hatun                 | filla de Dündar i Zöhre.                                                                                       | 1-2-3      |
| Emre Basalak           | Gündüz Bei                  | fill gran d'Ertuğrul i germà d'Osman.                                                                          | 1-2-3      |
| Açelya Özcan           | Ayşe Hatun                  | esposa de Gündüz.                                                                                              | 1-2-3      |
| Didem Balçın           | Selcan Hatun                | tia d'Osman i esposa del difunt Gündoğdu, germà gran d'Ertuğrul.                                               | 1-2-3      |
| Serhan Onat            | Aybars                      | fill de Bamsı i proper company d'Osman. Mor lluitant al costat d'Osman.                                        | 1          |
| Aslıhan Karalar        | Burçin Hatun                | promesa d'Aybars.                                                                                              | 1          |
| Özge Törer             | Bala Hatun                  | filla del xeic Edebali.                                                                                        | 1-2-3      |
| Emel Dede              | Gonca Hatun                 | companya de Bala Hatun.                                                                                        | 1-2-3      |
| Seda Yıldız            | Edebali                     | xeic sufí guia d'Ertuğrul i ara d'Osman. Pare de Bala Hatun.                                                   | 1-2-3      |
| Ali Sinan Demir        | Tursun Fakih                | deixeble d'Edebali.                                                                                            | 1          |
| Yiğit Ucan             | Boran Alp                   | amic de confiança d'Osman, guerrer kayi.                                                                       | 1-2-3      |
| İsmail Hakkı Ürün      | Samsa Çavus                 | veterà sargent, cap d'un campament kayi secundari.                                                             | 1          |
| Latif Koru             | Príncep Salvador/Siddik Alp | príncep català mercenari que ajuda Sofia contra Osman Bei. Després pren el nom de Siddik                       | 1          |
| Eren Vurdem            | Konur Alp                   | un dels amics de confiança d'Osman Bei.                                                                        | 1          |
| Kani Katkici           | Erkut Alp                   | un dels propers guerrers d'Osman Bei que és un nan, lluita amb una destral.                                    | 1          |
| Tuğrul Çetiner         | Efendi Yannis               | cap de l'ordre secret templari i pare de la princesa Sofia.                                                    | 1          |
| Alma Terzić            | Princesa Sofia              | princesa del castell bizantí de Kulucahisar. El principal antagonista i enemic contra Osman Bei.               | 1          |
| Yaşar Aydınlıoğlu      | Yorgopolos                  | marit de la princesa Sofia. Governador del castell (Tekfur) de Kulucahisar, vol signar un acord amb els turcs. | 1          |
| Abdül Süsler           | Kalanoz                     | amant de la princesa Sofia. Comandant del castell (Tekfur).                                                    | 1          |
| Burak Sarımola         | Andreas                     | mà dreta de Kalanoz.                                                                                           | 1          |
| Ayşen Gürler           | Helen                       | ajudant de la princesa Sofia.                                                                                  | 1-2        |
| Şevket Çapkınoğlu      | Megala                      | ajudant de Yannis.                                                                                             | 1          |
| Saruhan Hünel          | Alişar                      | representant dels sultans seljúcides a la zona (càrrec de Sanjak Bey).                                         | 1          |
| Uğur Aslan             | Nizamettin                  | ajudant d'Alişar.                                                                                              | 1          |
| Celal Al               | Abdurrahman Gazi            | guerrer de confiança d'Ertugrul és enviat des de Konya per a portar notícies al campament Kayi.                | 1-2        |
| Yurdaer Okur           | Balgay                      | Comandant mongol, enviat per Geyhatu. Repressor de la tribu kayi.                                              | 1          |
| Burak Çelik            | Kongar/Göktug               | soldat mongol, mà dreta de Balgay. Més endavant pren el nom de Göktug                                          | 1-2-3      |
| Çağrı Şensoy           | Cerkutay                    | soldat mongol, mà dreta de Balgay juntament amb Kongar.                                                        | 1-2-3      |
| Tolga Akaya            | Dumrul Alp                  | guerrer, a les ordres d'Osman.                                                                                 | 1-2        |
| Atilla Guzel           | Ayaz Alp                    | guerrer, a les ordres d'Osman.                                                                                 | 1-2        |
| Abidin Yerebakan       | Derviş Akça                 | dervix seguidor d'Edebali.                                                                                     | 1-2        |
| Yıldız Kültür          | Rabia ana                   | dona que viu a les muntanyes.                                                                                  | 1          |
| Hazal Adıyaman         | Adelfa                      | Princesa bizantina, promesa del General Geihatu.                                                               | 1          |
| Çağkan Çulha           | Bahadir                     | fill gran de Dundar.                                                                                           | 1          |
| Sezgin Erdemir         | Sungurtekin Bei             | oncle d'Osman, germà d'Ertugrul Bei.                                                                           | 1          |
| Atilgan Gümüs          | Böke                        | comandant mongol enviat per Geihatu.                                                                           | 1          |
| Yeşim Yeren Bozoğlu    | Hazal Hatun                 | dona de Dündar, mare de Bahadir. Pertany a la tribu Çoban-oğlu.                                                | 1-2        |
| Ahmed Kiliç            | Derviş Zülfikar             | dervix deixeble d'Edebali.                                                                                     | 2          |
| Hâzım Körmükçü         | Tekfur Alexis               | primer Tekfur del castell d'İnegöl.                                                                            | 2          |
| Gökmen Bayraktar       | Kuzgun Alp                  | Ajudant de Muzaffereddin Yavlak Arslan.                                                                        | 2          |
| Erkan Avcı             | Aya Nikola                  | Comandant enviat per l'emperador de Constantinoble. Tekfur del castell d'İnegöl.                               | 2-3        |
| Seçkin Özdemir         | Flatyus                     | ajudant d'Aya Nikola.                                                                                          | 2          |
| Ahmet Yenilmez         | Davut                       | ferrer (demir) del campament Kayı.                                                                             | 2-3        |
| Emin Gürsoy            | Kumral Abdal                | abanderat d'Ertuğrul Gazi i deixeble del Sheikh Edebali.                                                       | 2-3        |
| Bahtiyar Engin         | Idris                       | terrissaire del campament Kayı.                                                                                | 2          |
| Serdar Han Peker       | Ahmet                       | fill Hasan Alp. Orfe.                                                                                          | 2-3        |
| Tamer Yiğit            | Ertuğrul Ghazi              | pare d'Osman Bei. Etapa de la vellesa                                                                          | 2          |
| Cüneyt Arkın           | Líder Aksakals              | líder dels "Barbes blanques", company d'Osman Bei.                                                             | 2          |
| Kanbolat Görkem Arslan | Savci Bei                   | germà mitjà d'Osman Bei. Fill d'Ertuğrul Gazi.                                                                 | 2          |
| Seray Kaya             | Lena Hatun                  | esposa de Savci Bei.                                                                                           | 2          |
| Sezanur Sözer          | Eftelya                     | filla del mestre Arito.                                                                                        | 2          |
| Umut Karadağ           | Yavlak Arslan               | Bei de la tribu Çoban-oğlu. Germà gran d'Hazal Hatun.                                                          | 2          |
| Maruf Otajonov         | Geihatu Khan                | governador de Mongòlia, governant il-kànida.                                                                   | 2          |
| Ekrem Ispir            | Möngke                      | Fill de Geihatu Khan.                                                                                          | 2          |
| Zeynep Tuğçe Bayat     | Targun Hatun                | filla del Bei dels Cuman, espia per a Aya Nikola                                                               | 2          |
| Zabit Samedov          | Gencebey                    | guerrer procedent de Karabakh que s'uneix a la causa d'Osman.                                                  | 2          |
| Mert Turak             | Petrus                      | home enviat pel papa per a matar a Osman.                                                                      | 2          |
| Tekin Temel            | Simón                       | ajudant de Petrus                                                                                              | 2          |
| Yağızkan Dikmen        | Bayhoca                     | fill de Savci Bei i Lena                                                                                       | 2          |
| Funda Güray            | Aksu Hatun                  | dona de Sogut a les ordres d'Hazal Hatun                                                                       | 2          |
| Kartal Balaban         | Alexander                   | comandant bizantí a les ordres de Nikola                                                                       |            |
| Uğur Biçer             | Böke                        | guerrer mongol                                                                                                 | 2          |
| Yıldız Çağrı Atiksoy   | Malhun Hatun                | filla d'Ömer Bey                                                                                               | 2-3        |
| Şahin Ergüney          | Ömer Bei                    | Bei del campament Kızılbeyoğlu. Pare de Malhun Hatun                                                           | 2          |
| Ahmet Kaynak           | Bahadir Bei                 | Ajudant d'Ömer Bey                                                                                             | 2-3        |
| Teoman Kumbaracıbaşı   | Togay                       | Comandant mongol, fill de Baycu Noyan (personatge de Diriliş Ertuğrul)                                         | 2          |
| Gözel Rovshanova       | Alaca Hatun                 | criada de Malhun Hatun                                                                                         | 2          |
| Şevket Süha Tezel      | Efharisto Kalanoz           | germà del Tekfur Kalanoz                                                                                       | 2          |
| Emre Koç               | Camuka                      | Comandant mongol, ambaixador de Geyhatu                                                                        | 2          |
| Sener Savas            | Sultà Mesud II              | Sultà seljúcida                                                                                                | 2          |
| Hazal Benli            | Zoe                         | dona bizantina refugiada a Sögut                                                                               | 2          |
| Hakan Ummak            | Turhan Alp                  | Alp de la tribu Germiyan. Es posa a les ordres d'Osman                                                         | 2          |
| Selcuk Borak           | Tekfur León                 | Tekfur del castell de Bilecik                                                                                  | 2          |
| Serhat Kılıç           | Mihael Kosses               | Tekfur del castell d’Harmankaya                                                                                | 3          |
| Rüzgar Aksoy           | Turgut Bey                  | Bei d’una tribu turcomana. No és el mateix personatge que en Diriliş Ertuğrul                                  | 3          |
| Şeyma Korkmaz          | Princesa Mari               | Germana de Mihael Kosses                                                                                       | 3          |
| Yıldıray Şahinler      | Rogatus Laskaris            | Tekfur del castell de Bilecik                                                                                  | 3          |
| Serdar Kayaokay        | Papa Gregori                | Parent de Rogatus. Perseguit per l'emperador de Bizanci                                                        | 3          |
| Recep Rye              | Andreas                     | Sacerdot que acompanya al Papa Gregori.                                                                        | 3          |
| Oguzhan Karbi          | Nestor                      | Ajudant de Mihael Kosses                                                                                       | 3          |
| Gizem Kala             | Gokce                       | Ajudanta de Malhun Hatun                                                                                       | 3          |
| Melis Gurhan           | Cornelia                    | Dama de companyia de la Princesa Mari                                                                          | 3          |
| Serhat Paril           | Feodor                      | Home de Rogatus                                                                                                | 3          |
| Serdar Akulker         | Anselmo                     | Cap dels catalans. Soldats mercenaris                                                                          | 3          |
| Ridvan Uludasdemir     | Diego                       | Guerrer català                                                                                                 | 3          |
| Burak Alp Yenilmez     | Kutan                       | Alp de Turgut Bei                                                                                              | 3          |
| Yigit Eser             | Argus                       | Home d'Aya Nikola                                                                                              | 3          |
| Yazmeen Baker          | Julia                       | Lider dels guerrers bizantins                                                                                  | 3          |
| _                      | Tekfur Saguros              | Tekfur d'İznik                                                                                                 | 3          |
| Feyza Sevil Güngör     | Princesa Hera               | Filla del Tekfur Saguros                                                                                       | 3          |
| Taner Turan            | Visir Harzmşah              | Visir Seljúcida                                                                                                | 3          |

## Temporades
| Temporada    | Inici temporada (data) | Final temporada (data) | Total episodis emesos temporada | Número dels episodis | Temporada (any) |
| ------------ | ---------------------- | ---------------------- | ------------------------------- | -------------------- | --------------- |
| 1ª Temporada | 20 Novembre 2019       | 24 Juny 2020           | 27                              | 1-27                 | 2019-2020       |
| 2ª Temporada | 7 Octubre 2020         | 23 Juny 2021           | 37                              | 28-64                | 2020-2021       |
| 3ª Temporada | 6 Octubre 2021         | 2022                   | 13                              | 65-                  | 2021-           |

## Projecció Internacional
Kuruluş Osman ha estat comprada per un total de 37 països, entre els quals es troben Tunísia, Albània, Pakistan, Líbia, Indonèsia, Afganistan, Bòsnia i Herzegovina.
La sèrie ha estat molt ben rebuda a Turquia i ha estat un èxit d'audiències mantenint-se en el cim de les qualificacions durant tots els seus episodis i aconseguint batre rècords en diverses ocasions. De fet, a Turquia és denominada com "la sèrie més vista de les pantalles". Al desembre de 2019, Kuruluş Osman va atreure a una audiència rècord en la seu quart cap de setmana de transmissió, registrant una qualificació a tot el país de 14.46.
Al Pakistan, la sèrie s'ha convertit en la sèrie millor qualificada i la més vista de tot el país, recollint un rècord de visites. Kuruluş Osman s'emet a través de Geo Entertainment, el canal número 1 al Pakistan i, tal ha estat l'èxit en aquest país, que el President de l'Assemblea Nacional del Pakistan, Assad Qaiser, va visitar el set de rodatge de la sèrie.
A Albània, la sèrie ha estat un gran èxit convertint-se en "el programa de televisió més vist al país".
Al gener de 2021, la sèrie va començar a transmetre a l'Orient Mitjà a través de Noor Play.

## Premis i nominacions
| Any  | Pemi                                                                                        | Categoría                              | Candidat                                            | Resultat  | Ref           |
| ---- | ------------------------------------------------------------------------------------------- | -------------------------------------- | --------------------------------------------------- | --------- | ------------- |
| 2020 | 6º Golden 61 Awards de la Universitat d'Istanbul                                            | Millor estrella televisiva d'l'any     | Burak Özçivit                                       | Guanyador | [ 41 ] [ 42 ] |
| 2020 | International Venice TV Awards 2020                                                         | Millor sèrie                           | Kuruluș Osman                                       | Guanyador | [ 14 ] [ 15 ] |
| 2020 | Golden Palm Awards                                                                          | Sèrie de TV de l'any                   | Kuruluș Osman                                       | Guanyador | [ 43 ]        |
| 2020 | Golden Palm Awards                                                                          | Millor productor de l'any              | Mehmet Bozdäg                                       | Guanyador | [ 43 ]        |
| 2020 | Premis Crystal Globe                                                                        | Millor actriu de l'any                 | Özge Törer                                          | Guanyador | [ 44 ]        |
| 2020 | Premis Crystal Globe                                                                        | Millor actriu debutant de l'any        | Ayşen Gürler                                        | Guanyador | [ 45 ]        |
| 2020 | Premis Crystal Globe                                                                        | Millor actriu de repartiment de l'any  | Emel Dede                                           | Guanyador | [ 45 ]        |
| 2020 | Premis Crystal Globe                                                                        | Millor actor infantil de l'any         | Oğuz Kara                                           | Guanyador | [ 45 ]        |
| 2020 | Premis Oscars dels Mitjans                                                                  | Millor actor masculí de l'any          | Burak Özçivit                                       | Guanyador | [ 46 ] [ 42 ] |
| 2021 | Premis Quality Magazine 2021                                                                | Millor actor masculí                   | Burak Özçivit                                       | Guanyador | [ 47 ]        |
| 2021 | Premis Quality Magazine 2021                                                                | Millor sèrie de televisió              | Kuruluș Osman                                       | Guanyador | [ 47 ]        |
| 2021 | Premi de l'Associació Euroasiàtica de Protecció al Consumidor (Avrasya Tüketiciler Derneği) | Millor sèrie de televisió de l'any     | Kuruluș Osman                                       | Guanyador | [ 48 ] [ 49 ] |
| 2021 | Premi de l'Associació Euroasiàtica de Protecció al Consumidor (Avrasya Tüketiciler Derneği) | Millor actor de l'any                  | Burak Özçivit                                       | Guanyador | [ 48 ] [ 49 ] |
| 2021 | Premi de l'Associació Euroasiàtica de Protecció al Consumidor (Avrasya Tüketiciler Derneği) | Millor actriu de l'any                 | Özge Törer                                          | Guanyador | [ 48 ] [ 49 ] |
| 2021 | Premi de l'Associació Euroasiàtica de Protecció al Consumidor (Avrasya Tüketiciler Derneği) | Millors actors de repartiment de l'any | Emel Dede                                           | Guanyador | [ 48 ] [ 49 ] |
| 2021 | Premi de l'Associació Euroasiàtica de Protecció al Consumidor (Avrasya Tüketiciler Derneği) | Millors actors de repartiment de l'any | Ayşen Gürler                                        | Guanyador | [ 48 ] [ 49 ] |
| 2021 | Golden Palm Awards                                                                          | Millor sèrie de televisió de l'any     | Kuruluș Osman                                       | Guanyador | [ 50 ] [ 51 ] |
| 2021 | Golden Palm Awards                                                                          | Millor productor de l'any              | Mehmet Bozdäg                                       | Guanyador | [ 50 ] [ 51 ] |
| 2021 | Golden Palm Awards                                                                          | Millor actor de l'any                  | Burak Özçivit                                       | Guanyador | [ 50 ] [ 51 ] |
| 2021 | Golden Palm Awards                                                                          | Millor actriu de l'any                 | Yıldız Çağrı Atiksoy                                | Guanyador | [ 50 ] [ 51 ] |
| 2021 | European Awards                                                                             | Millor productor                       | Mehmet Bozdäg                                       | Guanyador | [ 52 ]        |
| 2021 | European Awards                                                                             | Millor sèrie                           | Kuruluș Osman                                       | Guanyador | [ 52 ]        |
| 2021 | European Awards                                                                             | Millor actor                           | Burak Özçivit                                       | Guanyador | [ 52 ]        |
| 2021 | 7º Golden 61 Awards de la Universitat d'Istanbul                                            | Millor productor de l'any              | Mehmet Bozdäg                                       | Guanyador | [ 53 ]        |
| 2021 | 7º Golden 61 Awards de la Universitat d'Istanbul                                            | Millor sèrie                           | Kuruluș Osman                                       | Guanyador | [ 53 ]        |
| 2021 | 7º Golden 61 Awards de la Universitat d'Istanbul                                            | Millor actor masculí de l'any          | Burak Özçivit                                       | Guanyador | [ 53 ]        |
| 2021 | 7º Golden 61 Awards de la Universitat d'Istanbul                                            | Millor parella de sèrie de TV de l'any | Burak Özçivit i Özge Törer (Osman Bey & Bala Hatun) | Nominat   |               |
| 2021 | 48º Premis Altın Kelebek                                                                    | Millor actor                           | Burak Özçivit                                       | Nominat   |               |
| 2021 | Premis Crystal Diamond                                                                      | Sèrie de l'any                         | Kuruluș Osman                                       | Guanyador | [ 54 ]        |
| 2021 | Premis Crystal Diamond                                                                      | Productor de l'any                     | Mehmet Bozdäg                                       | Guanyador | [ 54 ]        |
| 2021 | Premis "Moon Life"                                                                          | Millor sèrie de l'any                  | Kuruluș Osman                                       | Guanyador | [ 55 ]        |
| 2021 | 9º TV Yıldızları Ayaklı Gazete Ödülleri                                                     | Millor actor                           | Burak Özçivit                                       | Guanyador | [ 56 ]        |
| 2021 | 9º TV Yıldızları Ayaklı Gazete Ödülleri                                                     | Millor guionista de sèrie de TV        | Mehmet Bozdäg                                       | Guanyador | [ 56 ]        |
| 2021 | 9º TV Yıldızları Ayaklı Gazete Ödülleri                                                     | Millor actor de reparto                | Nurettin Sönmez                                     | Guanyador | [ 56 ]        |